# Col·legi d'Advocats d'Israel
El Col·legi d'Advocats d'Israel (en anglès: The Israeli Bar Association) (en hebreu: לשכת עורכי הדין בישראל) (transliterat: Lishkat Orchei HaDin BeYisrael) és l'associació dels advocats israelians. L'associació està organitzada en forma de corporació, disposa d'un comitè central, una assemblea nacional i cinc districtes regionals.
La pertinença a l'organització és obligatòria pels advocats llicenciats a Israel. Els càrrecs directius són triats en unes eleccions que se celebren cada quatre anys. El president des de juliol de 2007 fins a juliol de 2011 va ser Yori Geiron, un membre del bufet d'advocats Geraldson, Marks, & Xeno.
L'associació d'advocats d'Israel va ser establerta en 1961 com una entitat estatutària autònoma, que assegura els estàndards i la integritat de la professió legal de l'advocacia en l'Estat d'Israel.
La legislació israeliana, ofereix a l'associació d'advocats l'autoritat per regular les formes ètiques i disciplinàries, acreditar als seus membres, supervisar els exàmens dues vegades a l'any, i emetre llicències. Com un afer d'autoritat, la llei israeliana dona poder a l'associació per emprendre accions en benefici dels seus membres, i per prendre les mesures legals pertinents contra aquells que sobrepassen els límits de la professió. Es considera a l'associació com un gremi autoregulat, que ha estat creat sota el concepte de que els advocats estan millor equipats per autodisciplinarse, sense la supervisió judicial o del govern nacional.
A diferència dels EUA, a on els advocats han de cercar l'aprovació de les corts de cada estat a on desitgen practicar l'advocacia, i han d'obtenir una llicència addicional per tal d'exercir la seva professió en les corts federals. La pertinença a l'associació d'advocats israeliana és obligatòria, i és l'única associació legal reconeguda sota la llei del país. Sota el paraigua de l'associació, diferents comitès dedicats a gairebé qualsevol aspecte imaginable de la llei convenen en una base voluntària. Aquests comitès, de qualsevol manera, tenen un rol molt limitat en la pràctica diària de l'advocacia, i tenen una influència mínima en el procés de la redacció, i l'aprovació de lleis. Dos comitès permanents de l'associació, són el comitè mandatari de mediació, i el comitè del programa pro-bons.
En 2015, l'organització sionista religiosa rabínica israeliana "Tzohar", juntament amb l'associació d'advocats d'Israel, van arribar a un acord per tal d'assegurar que les esposes que ho sol·licitin, puguin rebre un permís per divorciar-se, sota aquest acord, el marit es compromet a pagar una suma monetària de diners diàriament a la seva esposa en cas de separació.